# 加藤修 (トレーナー)
加藤 修（かとう おさむ、1948年9月27日 - ）は、日本のスポーツトレーナー。日本スケート連盟専任トレーナー。東京都出身。中央大学付属高等学校、専修大学卒業。OKトレーナーズルーム所属。

## 経歴
専修大学在学中に、フィギュアスケート選手として活動し、全日本ジュニア選手権などに出場した。
大学卒業後は、スポーツウエア会社に就職したが、スポーツの現場とはほとんど縁がなく、２年半で辞めて家業の洋画材料店を手伝いながら、フィギュアスケートに関係した仕事を探していた。ある日、スポーツ新聞の野球欄の巨人のトレーナーの談話の部分に目がとまり、「どんな仕事なのか、自分にもなれるのか」と思いながら、手紙を書いて会いに行くと、鍼灸師やあんまマッサージ指圧師の資格取得を勧められ、専門学校に通った。
選手を引退後は、1981年から1999年まで実業団の女子バスケットボール部でトレーナーを務め、2000年より日本スケート連盟の専任トレーナーに就任する。以降は2002年ソルトレークシティオリンピック、2006年トリノオリンピック、2010年バンクーバーオリンピック、2014年ソチオリンピックでフィギュアスケートの日本選手のトレーナーを歴任。